# 交響組曲
交響組曲（こうきょうくみきょく、英語: symphonic suite）は、主としてオーケストラのための組曲の一種。明確な定義はないが、標題性の強い楽曲がほとんどである。一部の作品は多楽章形式による交響詩の変種と捉えることもできる。
作曲者（または編曲者）自身によって交響組曲と名付けられる場合と、通称として用いられる場合がある。しかし定義が曖昧なこともあって、その組曲が交響組曲に該当するかどうかについて明確でないことも多い。

## 主な作曲家と作品
- リムスキー＝コルサコフ - 『シェヘラザード』、『アンタール』（当初は交響曲第2番）
- プロコフィエフ - 『キージェ中尉』、『1941年』
- ドビュッシー - 『春』
- イベール - 『寄港地』、『パリ』
- レナード・バーンスタイン - 映画『波止場』からの交響組曲
- 渡辺浦人 - 『野人』
- 貴志康一 - 『日本スケッチ』
- 山田一雄 - 『印度』
- 早坂文雄 - 交響的組曲 「ユーカラ」
- 外山雄三・三枝成彰・石井眞木・芥川也寸志（合作） - 『東京』

## その他
映画、テレビアニメ、テレビゲームなどの音楽を管弦楽用に編曲した組曲にも交響組曲と名付けられたものは多い（前述の『キージェ中尉』『波止場』もこれに該当するといえる）。これらに関しては、単に演奏会用オーケストラ組曲の意味で名付けているとも考えられる。
例
- 交響組曲 宇宙戦艦ヤマト
- 交響組曲 科学忍者隊ガッチャマン
- 交響組曲第2番「GR」
- 交響組曲「ドラゴンクエスト」
- 交響組曲機動戦士ガンダムSEED シンフォニーSEEDシリーズ